# Pawlo Bilezkyj-Nossenko

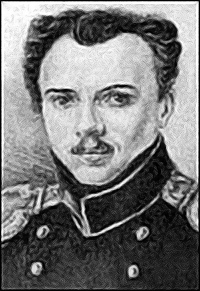
Pawlo Bilezkyj-Nossenko

Pawlo Pawlowytsch Bilezkyj-Nossenko (ukrainisch Павло Павлович Білецький-Носенко, russisch Павел Павлович Белецкий-Носенко Pawel Pawlowitsch Belezkij-Nossenko; * 16. Augustjul. / 27. August 1774greg. in Pryluky, Gouvernement Poltawa, Russisches Kaiserreich; † 11. Junijul. / 23. Juni 1856greg. ebenda) war ein ukrainischer Dichter, Lexikograf, Ethnograph und Pädagoge.

## Leben
Pawlo Bilezkyj-Nossenko kam als Sohn einer alten Kosaken-Offiziersfamilie in der heute ukrainischen Oblast Tschernihiw zur Welt. Im Alter von fünf Jahren schickte man ihn im Mai 1779 auf das aristokratische Landkadettenkorps in Sankt Petersburg, das er 1793 absolvierte. Nach seinem Abschluss trat er im Juli 1793 im Juli 1793 in die Kaiserlich Russische Armee ein und nahm er mehreren Militäroperationen, insbesondere unter dem Kommando von Alexander Suworow, teil.
Nachdem er, auf Drängen seiner Mutter, 1798 die Armee im Range eines Hauptmanns wieder verlassen hatte, ließ er sich in Lapyntsi (Лапинцях) in der Nähe von Pryluky nieder und gründete dort im selben Jahr, laut einem seiner Schüler, dem Schriftsteller und Historiker Mykola Markewytsch, in seinem eigenen Haus eine Volksschule. Außerdem gründete er ein privates Internat für adelige Kinder, die bis in die 1830er Jahre existierte. Gelegentlich besuchte er das Anwesen seiner Frau in Chmeliw (Хмелів) im Bezirk Romny. 1801 wählte man ihn zum Richter des Kreisgerichts.
1810 wurde Bilezkyj-Nossenko zum Vollzeitaufseher der Kreisschule ernannt und ab 1812 war er bis zu seinem Ruhestand 1847 ehrenamtlicher Aufseher von Schulen im gesamten Bezirk Pryluky. Er sprach fließend mehrere Sprachen, seine Bibliothek enthielt mehrere tausend Bände in Latein, Französisch, Polnisch, Russisch und Ukrainisch.
In seiner pädagogischen Tätigkeit war er bemüht, sich an fortschrittliche Prinzipien zu halten, um harmonisch gebildete Menschen zu erziehen, und deren natürliche Neigungen und Fähigkeiten zu entwickeln. Er forderte von den Lehrern stets eine humane Behandlung der Schüler und unterrichtete selbst sämtliche Fächer am Internat. Neben seiner pädagogischen Tätigkeit führte er vielseitige wissenschaftliche Tätigkeiten durch und unterhielt von 1812 an enge Kontakte zu einer Reihe von wissenschaftlichen Institutionen und Gesellschaften, darunter der Russischen Akademie der Wissenschaften, der Moskauer Gesellschaft der Naturforscher. Er starb 81-jährig in Pryluky.

## Werk
Bilezkyj-Nossenko verfasste mehr als 60, inhaltlich sehr vielfältige, Werke. Darunter Abhandlungen über Ästhetik, Wirtschaft, Philosophie, Medizin, Landwirtschaft und viele andere mehr. Unter dem Einfluss der Geschichten von Nikolai Karamsin sowie der Romane von Walter-Scott schrieb Bilezkyj-Nossenko 1829: Sinowi Bogdan Chmelnizkij, historische Karte. Ereignisse, Bräuche und Bräuche des 16. Jahrhunderts in Kleinrussland und 1839 das Drama Iwan Solotarenko. Des Weiteren übersetzte Bilezkyj-Nossenko mehrere Balladen und Romanzen aus dem Deutschen ins ukrainische. Die wichtigsten seiner Werke sind Linguistische Denkmäler des Glaubens bei den Kleinrussen, ihre Hochzeitszeremonien mit Volksliedern (1839–40), die Informationen über viele alte Bräuche, Rituale und Aberglauben enthalten; Geschichten in kleinrussischer Sprache, Fabeln, in kleinrussische Sprache übersetzt von den besten französischen, deutschen und russischen Fabulierern, auch aus eigener Komposition, in 4 Teilen; Wesentliche Eigenschaften der Poesie und Rhetorik, Die ursprüngliche Grundlage des römischen Rechts und Wörterbuch hermeneutisch, sprachgeschichtlich, geographisch, mit einer Erklärung der wahren Bedeutung der Wörter alt, veraltet, in den Annalen des Russischen gefunden.
Sein Wörterbuch der kleinrussischen oder südostrussischen Sprache (1841/42), basierte auf Dialekten der Region Poltawa und enthielt u. a. Auszüge aus literarischen Werken, davon einige aus der mittelukrainischen Zeit. Es war mit 380 Seiten das größte ukrainische Wörterbuch in der ersten Hälfte des 19. Jahrhunderts, wurde jedoch erst 1966 (herausgegeben von Vasyl Nimchuk) veröffentlicht und übte daher keinen Einfluss auf die Entwicklung der ukrainischen Lexikographie aus. Des Weiteren hatte er Interesse an der Geschichte der ukrainischen Sprache und hat seine Ansichten zu diesem Thema in der Einleitung zu seinem Wörterbuch dargelegt. Eine Sammlung seiner Gedichte mit dem Titel Poeziï (Gedichte) wurde 1973 in Kiew veröffentlicht.